# Giganotosaur
Giganotosaur (grč. γιγας: div + νοτος: južni + σαῦρος: gušter; lat. Gigantosaurus carolinii), jedan od najvećih ikada otkrivenih izumrlih dinosaura mesoždera i općenito jedna od najvećih kopnenih životinja koje su ikada živjele na Zemlji. Živio je na području današnje Argentine tijekom mezozoika u razdoblju gornjoj kredi prije otprilike 99,6 do 95 milijuna godina. Njegov prvi fosil otkriven je 1993. godine u Patagoniji.

## Opis i paleobiologija
Imao je dužinu od 12,2-13,5 m, težinu između 6,5 i 13,3 tona i visinu od 3,5 m u kukovima, što ga je činilo većim od većine drugih dinosaura. Hodao je na dvije noge i imao mozak oblika i veličine banane. Zapremina moždane šupljine iznosila je 275 cc i, zajedno s dijelom zaduženim za čulo njuha, bio je 19% duži nego kod srodnog Carcharodontosaurusa. Imao je i ogromne čeljusti duge 1,8 m sa zubima dugim 20 cm. Giganotosaur je bio teropod koji je živio tokom razdoblja srednje krede, prije 100 do 95 milijuna godina. 
U blizini ostataka giganotosaura pronađeni su i ostaci titanosaura Andesaurusa i Limaysaurusa, što navodi na zaključak da su ti veliki mesožderi na tom području lovili biljoždere. Fosili srodnog karharodontosaurida, Mapusaurusa, pronađeni su grupirani zajedno i možda su dokaz čoporativnog lova, kojeg je mogao provoditi i sam giganotosaur.
Blanco i Mazzetta (2001) procijenili su da bi giganotosaurovo tijelo bivalo sve više neuravnoteženo kada bi se bližio brzini od 50 km na sat, nakon čega bi vjerojatno izgubio ravnotežu.
François Therrien je 2005. procijenio da je snaga ugriza giganotosaura bila tri puta slabija nego kod tyrannosaura i da je donja čeljust bila više prilagođena nanošenju štete rezanjem; vrh donje čeljusti je u tu svrhu bio pojačan "bradom" i proširen, što bi doprinosilo lovu na manje životinje.

## Naziv i otkriće
Naziv giganotosaur u prijevodu znači "divovski južni gušter". Tipična vrsta je Giganotosaurus carolinii. Njegovi fosili pronađeni su 1993. godine u Patagoniji, na jugu Argentine. Pronađeno je oko 70 posto holotipnog kostura. 

## Klasifikacija
Giganotosaur je, zajedno sa svojim srodnicima kao što su Tyrannotitan, Mapusaurus i Carcharodontosaurus, pripadnik porodice Carcharodontosauridae. Coria i Currie su 2006. svrstali i rod Giganotosaurus i rod Mapusaurus u potporodicu Giganotosaurinae, jer se u novije vrijeme otkriva sve više karharodontosaurida pa je moguće odrediti njihovu međusobnu srodnost.

## Vanjske poveznice
- Gigantosaur – Hrvatska enciklopedija
- Gigantosaur – Proleksis enciklopedija
- Gigantosaur – Britannica Online (engl.)
- Giganotosaurus na DinoData. (engl.)
- "Koji su bili najduži/najteži dinosauri grabežljivci?" Mike Taylor. The Dinosaur FAQ. August 27, 2002. (engl.)